# انعكاس كلي مخفض

يخضع الضوء إلى انعكاسات داخلية متعددة في بلورة عالية الانكسار، كما هو موضح باللون الأصفر. العينة على اتصال مع الكريستال.

الانعكاس الكلي المخفض ( ATR ) هو أسلوب أخذ عينات يستخدم بالاقتران مع التحليل الطيفي بالأشعة تحت الحمراء والذي يسمح بفحص العينات مباشرة في الحالة الصلبة أو السائلة دون تحضير إضافي. 

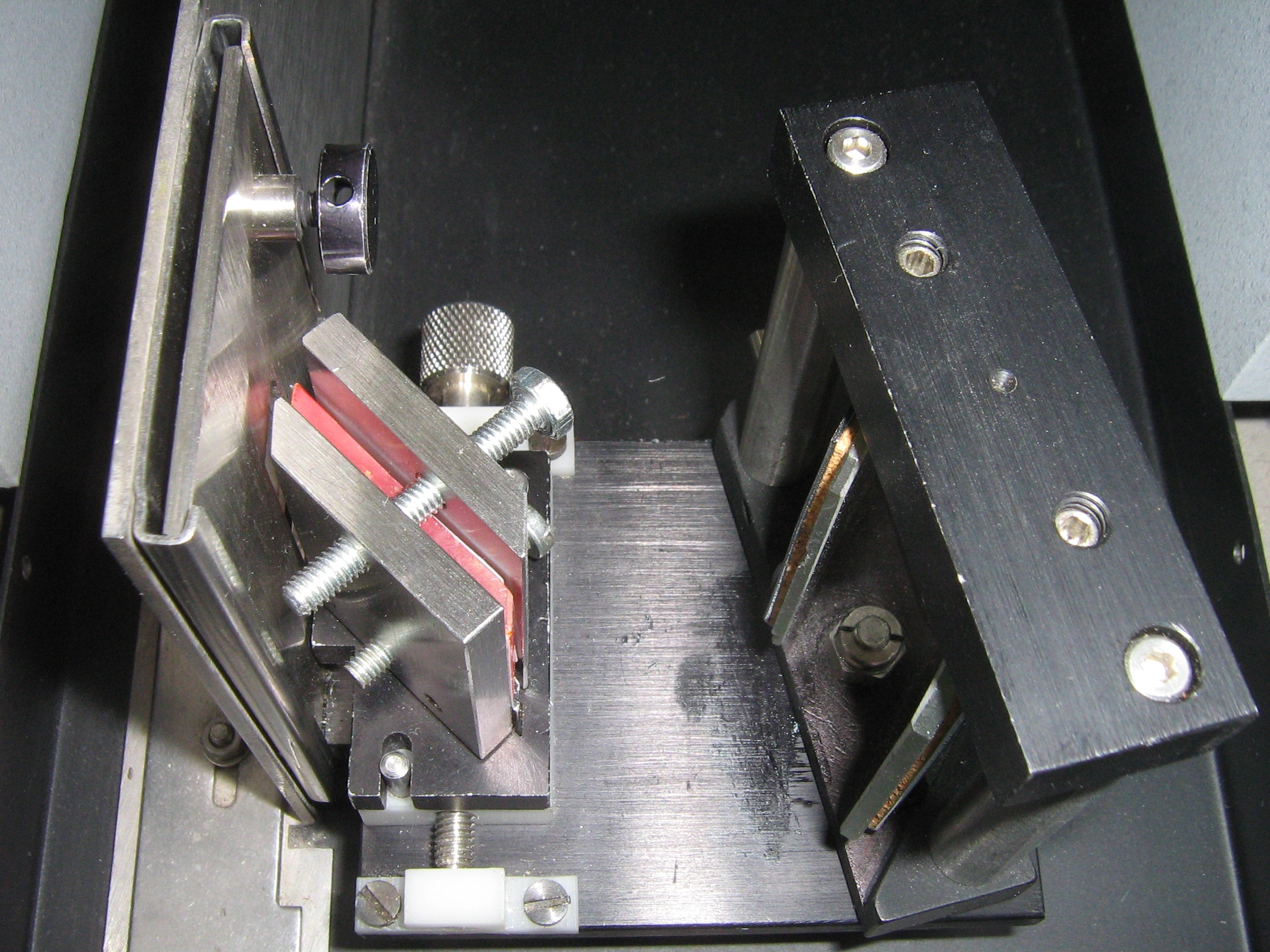
مرفق ATR للطيف بالأشعة تحت الحمراء. العينة في حاويات الصلب جانبي الكريستال الوردي

يستخدم الانعكاس الكلي المخفض خاصية الانعكاس الداخلي الكلي مما ينتج عنه موجة زائدة. يتم تمرير شعاع من ضوء الأشعة تحت الحمراء من خلال بلورة الانعكاس الكلي المخفض بطريقة تعكس مرة واحدة على الأقل من السطح الداخلي في اتصال مع العينة. هذا الانعكاس يشكل الموجة الزائدة التي تمتد إلى العينة. يتراوح عمق الاختراق في العينة عادة بين 0.5 و 2 ميكرومتر، حيث يتم تحديد القيمة الدقيقة بواسطة الطول الموجي للضوء، وزاوية الحدوث ومؤشرات الانكسار لبلورة الانعكاس الكلي المخفض والوسط الجاري بحثه.  قد يتغير عدد الانعكاسات من خلال تغيير زاوية الإصابة. ثم يتم جمع الشعاع بواسطة كاشف عند خروجه من البلورة. يمكن تحويل معظم مطياف الأشعة تحت الحمراء الحديثة لتوصيف العينات عبر الانعكاس الكلي المخفض من خلال تركيب ملحق الانعكاس الكلي المخفض في حجرة عينة الطيف. أدى الوصول إلى ATR- FTIR إلى الاستخدام الكبير من قبل المجتمع العلمي. 
يعمل هذا التأثير الزائد فقط إذا كانت البلورة مصنوعة من مادة بصرية ذات معامل إنكسار أعلى من العينة التي يتم دراستها. وإلا فقد الضوء على العينة. في حالة وجود عينة سائلة، يكفي صب كمية ضحلة على سطح البلورة. في حالة وجود عينة صلبة، يتم ضغطها في اتصال مباشر مع البلورة. نظرًا لأن الموجة الزائدة في العينة الصلبة تم تحسينها من خلال اتصال أكثر حميمية، عادةً ما يتم تثبيت العينات الصلبة بإحكام على بلورة الانعكاس الكلي المخفض، بحيث لا يكون الهواء المحبوس هو الوسيلة التي تنتقل عبرها الموجة الزائدة، حيث سيؤدي ذلك إلى تشويه النتائج. تعتمد نسبة الإشارة إلى تذبذب الإشارة التي تم الحصول عليها على عدد الانعكاسات، وكذلك على الطول الكلي لمسار الضوء البصري الذي يثبط الشدة. لذلك، لا يمكن تقديم ادعاء عام بأن المزيد من الانعكاسات تعطي حساسية أفضل. 
تشمل المواد النموذجية لبلورات الانعكاس الكلي المخفض الجرمانيوم و KRS-5 و سيلينيد الزنك، في حين يعتبر السيليكون مثاليًا للاستخدام في منطقة الأشعة تحت الحمراء البعيدة للطيف الكهرومغناطيسي. الخصائص الميكانيكية الممتازة للماس تجعلها مادة مثالية لـ الانعكاس الكلي المخفض، خاصة عند دراسة المواد الصلبة شديدة الصلابة، لكن تكلفتها العالية تعني أنها أقل استخدامًا. يعتمد شكل البلورة على نوع الطيف وطبيعة العينة. مع طيف التشتت، البلورة عبارة عن لوح مستطيل ذو حواف مشطوفة، يظهر في المقطع العرضي في الرسوم التوضيحية. تستخدم الأشكال الهندسية الأخرى المنشورات أو نصف الكرة أو الألواح الرفيعة. 

## تطبيقات
ينطبق مطيافية الأشعة تحت الحمراء (IR) من الانعكاس الكلي المخفض على نفس الأنظمة الكيميائية أو البيولوجية مثل طريقة النقل. ميزة واحدة من ATR-IR على انتقال الأشعة تحت الحمراء هي طول المسار المحدود في العينة. هذا يتجنب مشكلة التوهين القوي لإشارة الأشعة تحت الحمراء في الوسائط الممتصة للغاية مثل الحلول المائية. بالنسبة للضوء فوق البنفسجي أو المرئي (UV / Vis)، يكون مسار الضوء الزاهي قصيرًا بدرجة كافية بحيث ينخفض التفاعل مع العينة مع الطول الموجي. للعينات الكثيفة بصريًا، قد يسمح ذلك بإجراء قياسات بالأشعة فوق البنفسجية. أيضًا، نظرًا لعدم تحديد مسار ضوئي، يتم استخدام مجسات عمود واحد لمراقبة العملية وقابلة للتطبيق في كل من طيف الأشعة تحت الحمراء القريب والمتوسط. 
في الآونة الأخيرة، تم تطبيق ATR-IR على التدفقات الميكروفلويديك من المحاليل المائية عن طريق هندسة الميكانيكا الدقيقة ذات الفتحات المدمجة لكريستال الانعكاس الكلي المخفض، مما يسمح للتدفق داخل القنوات الصغيرة بالمرور عبر السطح البلوري للتوصيف،  أو في خلايا التدفق المخصصة.   أدت القدرة على توصيف العينات بشكل سلبي، مع عدم وجود تحضير للعينة أيضًا إلى استخدام ATR-FTIR في دراسة الأدلة النزرة في علم الطب الشرعي. 
يستخدم ATR-FTIR أيضًا كأداة في الأبحاث الدوائية لاستقصاء التفاعلات البروتينية / الصيدلانية بالتفصيل. تتطلب البروتينات القابلة للذوبان في الماء المراد بحثها علامات بوليستيريدين، مما يسمح بجزيء الجزيء بطبقة ثنائية شحمية، متصلة بلورة الجرمانيوم أو غيرها من الوسائط البصرية المناسبة. سينتج عن الانعكاس الداخلي مع أو بدون تطبيق دوائي أو ليجند أطياف الفرق لدراسة التغيرات المطابقة للبروتينات عند التجليد. 
ويجري أيضا دراسة إمكانات ATR-FTIR لاستخدامها في التنميط من الأدوية العشبية. 